# Megalochlamys linifolia
Megalochlamys linifolia är en akantusväxtart som först beskrevs av Gustav Lindau, och fick sitt nu gällande namn av Gustav Lindau. Megalochlamys linifolia ingår i släktet Megalochlamys och familjen akantusväxter. Inga underarter finns listade i Catalogue of Life.